# Eremogone brachypetala
Eremogone brachypetala là loài thực vật có hoa thuộc họ Cẩm chướng. Loài này được (Grossh.) Czerep. mô tả khoa học đầu tiên năm 1981.